# Gare de Noyelles
Gare de Noyelles – stacja kolejowa w Noyelles-sur-Mer, w departamencie Somma, w regionie Hauts-de-France, we Francji.
Jest stacją Société nationale des chemins de fer français (SNCF), obsługiwaną przez pociągi TER Picardie i TER Nord-Pas-de-Calais.

## Położenie
Znajduje się na wysokości 8 m n.p.m., na km 189,006 Longueau – Boulogne, pomiędzy stacjami Abbeville i Rue.